# Wahlkreis Sächsische Schweiz-Osterzgebirge 4
Der Wahlkreis Sächsische Schweiz-Osterzgebirge 4 (Wahlkreis 51) ist ein Landtagswahlkreis in Sachsen. 
Er umfasst die Städte Bad Schandau, Hohnstein, Königstein (Sächsische Schweiz), Neustadt in Sachsen, Sebnitz, Stadt Wehlen und Stolpen sowie die Gemeinden Dürrröhrsdorf-Dittersbach, Gohrisch, Lohmen, Rathmannsdorf, Reinhardtsdorf-Schöna, Rosenthal-Bielatal, Struppen und den Kurort Rathen; damit einen Teil des Landkreises Sächsische Schweiz-Osterzgebirge. Bei der letzten Landtagswahl (im Jahr 2019) waren 44.830 Einwohner wahlberechtigt.
Zu den Wahlen 1994 bis 2009 trug der Wahlkreis den Namen „Sächsische Schweiz 2“ und hatte die Wahlkreisnummer 50. Zur Landtagswahl 2014 wurde der Name an die in der Kreisreform 2008 geänderten Landkreise angepasst und eine neue Nummer vergeben.

## Wahlergebnisse

### Landtagswahl 2024
Die Landtagswahl 2024 führte zu folgendem Ergebnis:
| Direktkandidat       | Partei              | Erststimmen in % | Zweitstimmen in % |
| -------------------- | ------------------- | ---------------- | ----------------- |
| Armin Schuster       | CDU                 | 33,6             | 30,8              |
| Martin Braukmann     | AfD                 | 45,1             | 41,3              |
| Peter Brettschneider | Die Linke           | 2,1              | 1,7               |
| Paul Löser           | GRÜNE               | 2,2              | 2,2               |
| Sören Karsch         | SPD                 | 2,4              | 3,8               |
| Nora Hohlfeld        | FDP                 | 0,7              | 0,7               |
| Jens Giebe           | Freie Wähler        | 2,5              | 1,9               |
| –                    | Die Partei          | –                | 0,4               |
| –                    | Piraten             | –                | 0,2               |
| –                    | ÖDP                 | –                | 0,1               |
| –                    | BüSo                | –                | 0,0               |
| –                    | Tierschutz hier!    | –                | 1,0               |
| –                    | dieBasis            | –                | 0,2               |
| –                    | Bündnis C           | –                | 0,1               |
| Ivo Teichmann        | Bündnis Deutschland | 0,6              | 0,5               |
| Lutz Richter         | BSW                 | 9,0              | 10,9              |
| Johannes Müller      | Freie Sachsen       | 1,8              | 3,9               |
| –                    | V-Partei3           | –                | 0,1               |
| –                    | WU                  | –                | 0,3               |

### Landtagswahl 2019
Vorläufiges Ergebnis der Landtagswahl am 1. September 2019 im Wahlkreis 51 – Sächsische Schweiz-Osterzgebirge 4:
(Ergebnisse in Prozent)
| Direktkandidat    | Partei               | Direktstimmen | Listenstimmen |
| ----------------- | -------------------- | ------------- | ------------- |
| Jens Michel       | CDU                  | 33,6          | 31,5          |
| Thomas Winkler    | Die Linke            | 7,9           | 7,5           |
| Peter Goebel      | SPD                  | 4,6           | 5,6           |
| Ivo Teichmann     | AfD                  | 36,7          | 36,9          |
| Irina Becker      | GRÜNE                | 5,0           | 4,2           |
| –                 | NPD                  | –             | 1,3           |
| Christian Kowalow | FDP                  | 5,6           | 4,9           |
| Michael Beleites  | Freie Wähler         | 4,2           | 2,9           |
| –                 | Tierschutz           | –             | 1,6           |
| –                 | Piraten              | –             | 0,2           |
| –                 | Die PARTEI           | –             | 1,0           |
| –                 | BüSo                 | –             | 0,1           |
| –                 | ADPM                 | –             | 0,2           |
| –                 | Blaue Partei         | –             | 0,8           |
| –                 | KPD                  | –             | 0,1           |
| –                 | ÖDP                  | –             | 0,2           |
| –                 | Die Humanisten       | –             | 0,1           |
| –                 | PDV                  | –             | 0,2           |
| –                 | Gesundheitsforschung | –             | 0,7           |
| Johannes Müller   | Eigenbewerber        | 2,3           | –             |
| Eckhard Schaar    | Eigenbewerber        | 0,2           | –             |

| Wahlberechtigte | 44.830 |
| Wahlbeteiligung | 69,9 % |

### Landtagswahl 2014
Amtliches Endergebnis der Landtagswahl am 31. August 2014 im Wahlkreis 51 – Sächsische Schweiz-Osterzgebirge 4:
(Ergebnisse in Prozent)
| Direktkandidat    | Partei          | Direktstimmen | Listenstimmen |
| ----------------- | --------------- | ------------- | ------------- |
| Jens Michel       | CDU             | 42,9          | 42,3          |
| Lutz Richter      | Die Linke       | 16,0          | 15,0          |
| Peter Goebel      | SPD             | 8,3           | 8,7           |
| Christian Kowalow | FDP             | 6,4           | 4,8           |
| Ines Kummer       | GRÜNE           | 3,5           | 3,6           |
| Johannes Müller   | NPD             | 10,3          | 9,9           |
| –                 | Tierschutz      | –             | 1,2           |
| Tilo Schneider    | Piraten         | 0,8           | 0,6           |
| Doris Kamke       | BüSo            | 0,7           | 0,3           |
| –                 | DSU             | –             | 0,1           |
| Arndt Noack       | AfD             | 10,7          | 11,5          |
| –                 | pro Deutschland | –             | 0,1           |
| –                 | Freie Wähler    | –             | 1,5           |
| –                 | Die PARTEI      | –             | 0,3           |
| Eckhard Schaar    | Eigenbewerber   | 0,4           | –             |

| Wahlberechtigte | 47.032 |
| Wahlbeteiligung | 54,7 % |

### Landtagswahl 2009
Amtliches Endergebnis der Landtagswahl am 30. August 2009 im Wahlkreis 50 – Sächsische Schweiz 2:
(Ergebnisse in Prozent)
| Direktkandidat     | Partei          | Direktstimmen | Listenstimmen |
| ------------------ | --------------- | ------------- | ------------- |
| Jens Michel        | CDU             | 44,8          | 44,0          |
| Lutz Richter       | Die Linke       | 20,2          | 19,0          |
| Karlheinz Petersen | SPD             | 6,8           | 6,3           |
| Johannes Müller    | NPD             | 11,8          | 10,1          |
| Peter Welp         | FDP             | 11,0          | 9,9           |
| Ines Kummer        | GRÜNE           | 5,4           | 4,1           |
| –                  | Tierschutz      | –             | 2,4           |
| –                  | PBC             | –             | 0,2           |
| –                  | BüSo            | –             | 0,2           |
| –                  | DSU             | –             | 0,1           |
| –                  | REP             | –             | 0,1           |
| –                  | Freie Sachsen   | –             | 1,5           |
| –                  | FP Deutschlands | –             | 0,1           |
| –                  | Humanwirtschaft | –             | 0,1           |
| –                  | Piraten         | –             | 1,6           |
| –                  | SVP             | –             | 0,3           |

| Wahlberechtigte | 50.786 |
| Wahlbeteiligung | 57,4 % |

### Landtagswahl 2004
Amtliches Endergebnis der Landtagswahl am 19. September 2004 im Wahlkreis 50 – Sächsische Schweiz 2:
(Ergebnisse in Prozent)
| Direktkandidat     | Partei     | Direktstimmen | Listenstimmen |
| ------------------ | ---------- | ------------- | ------------- |
| Horst Metz         | CDU        | 44,5          | 44,2          |
| Hans-Peter Retzler | PDS        | 20,7          | 20,2          |
| Ivo Teichmann      | SPD        | 6,3           | 5,6           |
| Claus Krüger       | GRÜNE      | 4,4           | 3,8           |
| Johannes Müller    | NPD        | 16,2          | 15,1          |
| Heiko Schurz       | FDP        | 8,0           | 6,7           |
| –                  | DSU        | –             | 0,2           |
| –                  | PBC        | –             | 0,4           |
| –                  | GRAUE      | –             | 0,7           |
| –                  | BüSo       | –             | 0,4           |
| –                  | AUFBRUCH   | –             | 0,5           |
| –                  | DGG        | –             | 0,4           |
| –                  | Tierschutz | –             | 1,7           |

| Wahlberechtigte | 53.275 |
| Wahlbeteiligung | 67,3 % |

### Landtagswahl 1999
Amtliches Endergebnis der Landtagswahl am 19. September 1999 im Wahlkreis 50 – Sächsische Schweiz 2:
(Ergebnisse in Prozent)
| Direktkandidat      | Partei          | Direktstimmen | Listenstimmen |
| ------------------- | --------------- | ------------- | ------------- |
| Horst Metz          | CDU             | 61,7          | 64,0          |
| Bernd-Jürgen Müller | SPD             | 10,1          | 7,1           |
| Joachim Grünberger  | PDS             | 20,5          | 18,0          |
| –                   | GRÜNE           | –             | 2,4           |
| Uwe Steglich        | FDP             | 2,3           | 1,1           |
| –                   | BüSo            | –             | 0,1           |
| –                   | DSU             | –             | 0,2           |
| –                   | GRAUE           | –             | 0,3           |
| –                   | REP             | –             | 0,8           |
| –                   | FP Deutschlands | –             | 0,0           |
| –                   | Pro DM          | –             | 2,1           |
| –                   | KPD             | –             | 0,1           |
| Johannes Müller     | NPD             | 5,5           | 3,5           |
| –                   | FORUM           | –             | 0,2           |
| –                   | PBC             | –             | 0,2           |

| Wahlberechtigte | 67.192 |
| Wahlbeteiligung | 66,5 % |

### Landtagswahl 1994
Amtliches Endergebnis der Landtagswahl am 11. September 1994 im Wahlkreis 50 – Sächsische Schweiz 2:
(Ergebnisse in Prozent)
| Direktkandidat    | Partei         | Direktstimmen | Listenstimmen |
| ----------------- | -------------- | ------------- | ------------- |
| Horst Metz        | CDU            | 59,8          | 65,3          |
| Klaus-Dieter Wein | SPD            | 14,8          | 12,4          |
| Ute Georgi        | FDP            | 4,4           | 2,3           |
| Christian Keßner  | GRÜNE          | 7,8           | 3,5           |
| –                 | DSU            | –             | 0,6           |
| –                 | REP            | –             | 1,7           |
| –                 | FORUM          | –             | 0,7           |
| Holger Tintner    | PDS            | 11,7          | 12,9          |
| –                 | SP             | –             | 0,4           |
| Uwe Garten        | Einzelbewerber | 1,5           | –             |

| Wahlberechtigte | 61.534 |
| Wahlbeteiligung | 60,5 % |

## Bisherige Abgeordnete
Direkt gewählte Abgeordnete des Wahlkreises Sächsische Schweiz-Osterzgebirge 4 und seiner Vorgänger waren:
| Jahr | Name          | Partei | Anteil der Direktstimmen |
| ---- | ------------- | ------ | ------------------------ |
| 2019 | Ivo Teichmann | AfD    | 36,7 %                   |
| 2014 | Jens Michel   | CDU    | 42,3 %                   |
| 2009 | Jens Michel   | CDU    | 44,8 %                   |
| 2004 | Horst Metz    | CDU    | 44,5 %                   |
| 1999 | Horst Metz    | CDU    | 61,7 %                   |
| 1994 | Horst Metz    | CDU    | 59,8 %                   |

## Landtagswahlen 1990–2019
Die Ergebnisse der Landtagswahlen seit 1990 im Gebiet des heutigen Wahlkreises Sächsische Schweiz-Osterzgebirge 4 waren (Listenstimmen):
| Partei        | 1990 | 1994 | 1999 | 2004 | 2009 | 2014 | 2019 |
| ------------- | ---- | ---- | ---- | ---- | ---- | ---- | ---- |
| CDU           | 65,5 | 65,0 | 64,0 | 44,2 | 44,0 | 42,3 | 31,5 |
| PDS/Die Linke | 7,8  | 13,1 | 18,2 | 20,2 | 19,0 | 15,0 | 7,5  |
| AfD           | –    | –    | –    | –    | –    | 11,5 | 36,9 |
| NPD           | 1,1  | –    | 4,0  | 15,1 | 10,1 | 9,9  | 1,3  |
| SPD           | 12,8 | 12,9 | 6,9  | 5,6  | 6,3  | 8,7  | 5,6  |
| FDP           | 4,0  | 2,3  | 1,1  | 6,7  | 9,9  | 4,8  | 4,9  |
| GRÜNE         | 3,6  | 3,2  | 1,9  | 3,8  | 4,1  | 3,6  | 4,2  |
| Sonstige      | 5,2  | 3,6  | 4,0  | 4,4  | 6,6  | 4,1  | 8,1  |